# Odontocera typhoeus
Odontocera typhoeus là một loài bọ cánh cứng trong họ Cerambycidae.